# Чочо (язык)
Чочо (чочольтек) – один из индейских языков Мексики, относится к пополокской группе ото-мангской семьи языков. Распространён в муниципалитетах: Санта-Мариа-Нативитас, Сан-Хуан-Баутиста-Коикстлатуака и Сан-Мигель-Туланкинго штата Оахака. Число носителей – около 770 человек (на 1998 год).
Является тональным языком: различают низкий, средний и высокий тона. 

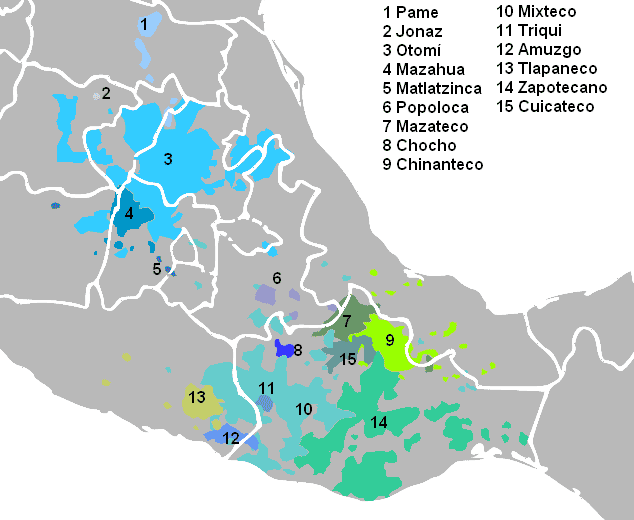
Распространение чочо (8) и других ото-мангских языков